# EuroChallenge 2010-2011
Navigation
Édition précédente Édition suivante
L’EuroChallenge de basket-ball 2010-2011 est la 8e édition de la troisième compétition européenne de clubs de basket-ball.

## Équipes participantes
32 équipes participent à l'Eurochallenge 2010-2011. 
| Pays (Ligue)                               | Nb | Équipes (place dans le championnat national lors de la saison 2009-10) | Équipes (place dans le championnat national lors de la saison 2009-10) | Équipes (place dans le championnat national lors de la saison 2009-10) | Équipes (place dans le championnat national lors de la saison 2009-10) | Équipes (place dans le championnat national lors de la saison 2009-10) |
| ------------------------------------------ | -- | ---------------------------------------------------------------------- | ---------------------------------------------------------------------- | ---------------------------------------------------------------------- | ---------------------------------------------------------------------- | ---------------------------------------------------------------------- |
| Belgique                                   | 4  | Base Oostende                                                          | Antwerp Diamond Giants                                                 | Dexia Mons-Hainaut                                                     | Liège Basket                                                           |                                                                        |
| Russie (Superligue)                        | 4  | Spartak Saint-Pétersbourg                                              | BC Lokomotiv Kuban                                                     | Dynamo Moscou                                                          | BK Nijni Novgorod                                                      |                                                                        |
| France (LNB)                               | 3  | BCM Gravelines Dunkerque                                               | SLUC Nancy                                                             | Orléans                                                                |                                                                        |                                                                        |
| Allemagne (BBL)                            | 2  | Francfort Skyliners                                                    | Telekom Baskets Bonn                                                   |                                                                        |                                                                        |                                                                        |
| Chypre (championnat de Chypre)             | 2  | Etha Encomi                                                            | Apoel Nicosie                                                          |                                                                        |                                                                        |                                                                        |
| Croatie (A1 Liga)                          | 2  | KK Zadar                                                               | KK Zagreb                                                              |                                                                        |                                                                        |                                                                        |
| Israël (Ligat Winner)                      | 2  | Barak Netanya                                                          | Maccabi Haïfa                                                          |                                                                        |                                                                        |                                                                        |
| Turquie (TBL)                              | 2  | Pinar Karsiyaka                                                        | Türk Telekom Ankara                                                    |                                                                        |                                                                        |                                                                        |
| Bulgarie (NBL)                             | 1  | Academic Sofia                                                         |                                                                        |                                                                        |                                                                        |                                                                        |
| Estonie (KML)                              | 1  | Tartu Rock                                                             |                                                                        |                                                                        |                                                                        |                                                                        |
| Hongrie (NBI)                              | 1  | Szolnok NKK                                                            |                                                                        |                                                                        |                                                                        |                                                                        |
| Lettonie (LBL)                             | 1  | BK Ventspils                                                           |                                                                        |                                                                        |                                                                        |                                                                        |
| Portugal (LPB)                             | 1  | Benfica Lisbonne                                                       |                                                                        |                                                                        |                                                                        |                                                                        |
| République tchèque (NBL)                   | 1  | BK Prostějov                                                           |                                                                        |                                                                        |                                                                        |                                                                        |
| Roumanie (Divizia A)                       | 1  | CSA Steaua Bucarest                                                    |                                                                        |                                                                        |                                                                        |                                                                        |
| Slovénie (1. A SKL)                        | 1  | KK Krka Novo Mesto                                                     |                                                                        |                                                                        |                                                                        |                                                                        |
| Suède (Basketligan)                        | 1  | Norrköping Dolphins                                                    |                                                                        |                                                                        |                                                                        |                                                                        |
| Suisse (LNBA)                              | 1  | Lugano Basket                                                          |                                                                        |                                                                        |                                                                        |                                                                        |
| Ukraine (Ukrainian Basketball SuperLeague) | 1  | Khimik Youjne                                                          |                                                                        |                                                                        |                                                                        |                                                                        |

|  | Vainqueur                           |
|  | Finaliste                           |
|  | 3e place                            |
|  | Qualifiés pour les quarts de finale |
|  | Participation au Top 16             |
|  | Éliminés lors de la phase régulière |

## Déroulement
La compétition est ouverte à trente-deux équipes. Dix ont été qualifiées directement, huit autres ont été éliminées des tours qualificatifs de l'EuroCoupe et quatorze proviennent du tour préliminaire. Ces clubs se disputent les seize places qualificatives pour le tour suivant lors d'une phase régulière, composée de huit groupes formés chacun de quatre équipes.
Les deux premières équipes se qualifient pour un Top 16. Celui-ci se déroule également sous la forme de championnat : quatre groupes de quatre équipes, dont les deux premières sont qualifiées pour les quarts de finale.

## Tour préliminaire
Celui-ci se déroule sous forme de matchs aller-retour, le vainqueur étant déterminé au cumul des points des deux rencontres.
|         | Ienisseï Krasnoïarsk   | 174   | 177 | BK Nijni Novgorod   |
| 92-92   | Ienisseï Krasnoïarsk   | 82-85 |     | BK Nijni Novgorod   |
|         | Keravnós Strovólou     | 108   | 142 | Szolnok NKK         |
| 52-75   | Keravnós Strovólou     | 56-67 |     | Szolnok NKK         |
|         | Maccabi Haïfa          | 152   | 141 | Paris-Levallois     |
| 63-75   | Maccabi Haïfa          | 89-66 |     | Paris-Levallois     |
|         | Pinar Karsiyaka        | 164   | 128 | Leiden              |
| 87-65   | Pinar Karsiyaka        | 77-63 |     | Leiden              |
|         | Artland Dragons        | 130   | 135 | Etha Encomi         |
| 61-69   | Artland Dragons        | 69-66 |     | Etha Encomi         |
|         | SLUC Nancy             | 167   | 132 | KK Bosna            |
| 91-74   | SLUC Nancy             | 76-58 |     | KK Bosna            |
|         | Triumph Lyubertsy      | 157   | 166 | Lugano Basket       |
| 91-85   | Triumph Lyubertsy      | 66-81 |     | Lugano Basket       |
|         | Okapi Aalstar          | 163   | 171 | Norrköping Dolphins |
| 85-84   | Okapi Aalstar          | 79-86 |     | Norrköping Dolphins |
|         | CSU Asesoft Ploieşti   | 174   | 176 | Khimik Youjne       |
| 83-90   | CSU Asesoft Ploieşti   | 90-86 |     | Khimik Youjne       |
|         | BK Kiev                | 125   | 156 | CSA Steaua Bucarest |
| 87-65   | BK Kiev                | 66-79 |     | CSA Steaua Bucarest |
|         | Antwerp Diamond Giants | 176   | 167 | BC Tsmoki-Minsk     |
| 87-87   | Antwerp Diamond Giants | 89-80 |     | BC Tsmoki-Minsk     |
|         | BK Prostějov           | 154   | 131 | KK Domžale          |
| 70-52   | BK Prostějov           | 84-69 |     | KK Domžale          |
|         | Trefl Sopot            | 126   | 147 | Dexia Mons-Hainaut  |
| 71-74   | Trefl Sopot            | 55-73 |     | Dexia Mons-Hainaut  |
|         | Ferro Zntu             | 177   | 182 | Benfica Lisbonne    |
| 105-105 | Ferro Zntu             | 72-77 |     | Benfica Lisbonne    |

## Phase régulière

### Groupe A
| Rang | Équipe                    | Pts | J | G | P | Pp  | Pc  | Diff |  | Résultats (dom.\ext.)     | N     | S     |       |       |
| ---- | ------------------------- | --- | - | - | - | --- | --- | ---- |  | ------------------------- | ----- | ----- | ----- | ----- |
| 1    | Spartak Saint-Pétersbourg | 11  | 6 | 5 | 1 | 507 | 441 | 66   |  | BK Nijni Novgorod         |       | 65-72 | 64-70 | 76-62 |
| 2    | BCM Gravelines Dunkerque  | 9   | 6 | 3 | 3 | 428 | 452 | -24  |  | Spartak Saint-Pétersbourg | 92-83 |       | 85-77 | 88-70 |
| 3    | Szolnok KK                | 9   | 6 | 3 | 3 | 447 | 469 | -22  |  | BCM Gravelines Dunkerque  | 72-64 | 58-98 |       | 82-71 |
| 4    | BK Nijni Novgorod         | 7   | 6 | 1 | 5 | 434 | 454 | -20  |  | Szolnok KK                | 86-82 | 88-72 | 70-69 |       |

### Groupe B
| Rang | Équipe              | Pts | J | G | P | Pp  | Pc  | Diff |  | Résultats (dom.\ext.) |       |       |       | Drapeau de la Lettonie |
| ---- | ------------------- | --- | - | - | - | --- | --- | ---- |  | --------------------- | ----- | ----- | ----- | ---------------------- |
| 1    | BK Ventspils        | 10  | 6 | 4 | 2 | 479 | 419 | 60   |  | Khimik Youjne         |       | 61-60 | 77-81 | 71-82                  |
| 2    | Maccabi Haïfa       | 9   | 6 | 3 | 3 | 435 | 475 | -40  |  | Francfort Skyliners   | 72-60 |       | 78-83 | 72-71                  |
| 3    | Francfort Skyliners | 9   | 6 | 3 | 3 | 399 | 391 | 8    |  | Maccabi Haïfa         | 75-82 | 54-53 |       | 80-86                  |
| 4    | Khimik Youjne       | 8   | 6 | 2 | 4 | 421 | 449 | -28  |  | BK Ventspils          | 79-70 | 62-64 | 90-62 |                        |

### Groupe C
| Rang | Équipe           | Pts | J | G | P | Pp  | Pc  | Diff |  | Résultats (dom.\ext.) |       |       |       |       |
| ---- | ---------------- | --- | - | - | - | --- | --- | ---- |  | --------------------- | ----- | ----- | ----- | ----- |
| 1    | Academic Sofia   | 11  | 6 | 5 | 1 | 484 | 440 | 44   |  | Lugano Basket         |       | 66-69 | 74-52 | 73-61 |
| 2    | Benfica Lisbonne | 9   | 6 | 3 | 3 | 442 | 483 | -41  |  | Academic Sofia        | 90-81 |       | 92-71 | 74-64 |
| 3    | Lugano Basket    | 8   | 6 | 2 | 4 | 466 | 452 | 14   |  | Benfica Lisbonne      | 89-84 | 86-79 |       | 80-74 |
| 4    | Tartu Rock       | 8   | 6 | 2 | 4 | 442 | 459 | -17  |  | Tartu Rock            | 91-88 | 72-80 | 80-64 |       |

### Groupe D
| Rang | Équipe              | Pts | J | G | P | Pp  | Pc  | Diff |  | Résultats (dom.\ext.) |       |       |       |        |
| ---- | ------------------- | --- | - | - | - | --- | --- | ---- |  | --------------------- | ----- | ----- | ----- | ------ |
| 1    | Norrköping Dolphins | 10  | 6 | 4 | 2 | 474 | 453 | 21   |  | Norrköping Dolphins   |       | 92-94 | 70-64 | 101-89 |
| 2    | Barak Netanya       | 9   | 6 | 3 | 3 | 453 | 444 | 9    |  | Liège Basket          | 64-70 |       | 70-67 | 79-83  |
| 3    | Liège Basket        | 9   | 6 | 3 | 3 | 468 | 475 | -7   |  | Barak Netanya         | 71-64 | 78-67 |       | 113-89 |
| 4    | Türk Telekom Ankara | 8   | 6 | 2 | 4 | 501 | 524 | -23  |  | Türk Telekom Ankara   | 71-77 | 84-60 | 85-94 |        |

### Groupe E
| Rang | Équipe               | Pts | J | G | P | Pp  | Pc  | Diff |  | Résultats (dom.\ext.) |       |       |        |       |
| ---- | -------------------- | --- | - | - | - | --- | --- | ---- |  | --------------------- | ----- | ----- | ------ | ----- |
| 1    | KK Krka Novo Mesto   | 11  | 6 | 5 | 1 | 455 | 422 | 33   |  | BK Prostějov          |       | 86-77 | 86-63  | 89-77 |
| 2    | BK Prostějov         | 11  | 6 | 5 | 1 | 478 | 440 | 38   |  | KK Zagreb             | 70-74 |       | 96-100 | 75-78 |
| 3    | Telekom Baskets Bonn | 8   | 6 | 2 | 4 | 453 | 469 | -16  |  | Telekom Baskets Bonn  | 75-81 | 79-62 |        | 71-74 |
| 4    | KK Zagreb            | 6   | 6 | 0 | 6 | 440 | 495 | -55  |  | KK Krka Novo Mesto    | 78-62 | 78-60 | 70-65  |       |

### Groupe F
| Rang | Équipe                 | Pts | J | G | P | Pp  | Pc  | Diff |  | Résultats (dom.\ext.)  |       | M     |       | K     |
| ---- | ---------------------- | --- | - | - | - | --- | --- | ---- |  | ---------------------- | ----- | ----- | ----- | ----- |
| 1    | BC Lokomotiv Kuban     | 10  | 6 | 4 | 2 | 503 | 458 | 45   |  | Antwerp Diamond Giants |       | 72-53 | 78-65 | 87-83 |
| 2    | Antwerp Diamond Giants | 9   | 6 | 3 | 3 | 440 | 450 | -10  |  | Dynamo Moscou          | 73-59 |       | 88-60 | 67-78 |
| 3    | CSA Steaua Bucarest    | 9   | 6 | 3 | 3 | 423 | 456 | -33  |  | CSA Steaua Bucarest    | 80-75 | 72-59 |       | 87-78 |
| 4    | Dynamo Moscou          | 8   | 6 | 2 | 4 | 429 | 431 | -2   |  | BC Lokomotiv Kuban     | 96-69 | 78-59 | 90-89 |       |

### Groupe G
| Rang | Équipe          | Pts | J | G | P | Pp  | Pc  | Diff |  | Résultats (dom.\ext.) |       | N     | E     |       |
| ---- | --------------- | --- | - | - | - | --- | --- | ---- |  | --------------------- | ----- | ----- | ----- | ----- |
| 1    | Pinar Karsiyaka | 10  | 6 | 4 | 2 | 488 | 455 | 33   |  | Pinar Karsiyaka       |       | 76-68 | 85-67 | 88-81 |
| 2    | KK Zadar        | 9   | 6 | 3 | 3 | 461 | 444 | 17   |  | Apoel Nicosie         | 82-80 |       | 86-59 | 61-56 |
| 3    | Apoel Nicosie   | 9   | 6 | 3 | 3 | 437 | 440 | -3   |  | Etha Encomi           | 75-82 | 74-67 |       | 78-66 |
| 4    | Etha Encomi     | 8   | 6 | 2 | 4 | 420 | 467 | -47  |  | KK Zadar              | 82-77 | 95-73 | 81-67 |       |

### Groupe H
| Rang | Équipe             | Pts | J | G | P | Pp  | Pc  | Diff |  | Résultats (dom.\ext.) | N     | O     | M     | O     |
| ---- | ------------------ | --- | - | - | - | --- | --- | ---- |  | --------------------- | ----- | ----- | ----- | ----- |
| 1    | Base Oostende      | 10  | 6 | 4 | 2 | 431 | 424 | 7    |  | SLUC Nancy            |       | 70-66 | 79-82 | 72-69 |
| 2    | Dexia Mons-Hainaut | 9   | 6 | 3 | 3 | 440 | 443 | -3   |  | Orléans               | 92-90 |       | 82-76 | 70-72 |
| 3    | SLUC Nancy         | 9   | 6 | 3 | 3 | 465 | 463 | 2    |  | Dexia Mons-Hainaut    | 76-78 | 68-61 |       | 71-68 |
| 4    | Orléans            | 8   | 6 | 2 | 4 | 439 | 445 | -6   |  | Base Oostende         | 78-76 | 69-68 | 75-67 |       |

## Top 16

### Groupe I
| Rang | Équipe                    | Pts | J | G | P | Pp  | Pc  | Diff |  | Résultats (dom.\ext.)     |       | M      |       | B     |
| ---- | ------------------------- | --- | - | - | - | --- | --- | ---- |  | ------------------------- | ----- | ------ | ----- | ----- |
| 1    | Spartak Saint-Pétersbourg | 11  | 6 | 5 | 1 | 497 | 435 | 62   |  | Spartak Saint-Pétersbourg |       | 101-60 | 86-80 | 73-70 |
| 2    | Academic Sofia            | 10  | 6 | 4 | 2 | 486 | 447 | 39   |  | Maccabi Haïfa             | 92-86 |        | 78-95 | 74-77 |
| 3    | Maccabi Haïfa             | 8   | 6 | 2 | 4 | 453 | 519 | -66  |  | Academic Sofia            | 63-71 | 87-69  |       | 84-76 |
| 4    | Barak Netanya             | 7   | 6 | 1 | 5 | 433 | 468 | -35  |  | Barak Netanya             | 70-80 | 73-80  | 67-77 |       |

### Groupe J
| Rang | Équipe                 | Pts | J | G | P | Pp  | Pc  | Diff |  | Résultats (dom.\ext.)  |       | A     |       | D     |
| ---- | ---------------------- | --- | - | - | - | --- | --- | ---- |  | ---------------------- | ----- | ----- | ----- | ----- |
| 1    | KK Krka Novo Mesto     | 11  | 6 | 5 | 1 | 455 | 418 | 37   |  | KK Krka Novo Mesto     |       | 62-46 | 86-81 | 85-77 |
| 2    | Pinar Karsiyaka        | 10  | 6 | 4 | 2 | 525 | 475 | 50   |  | Antwerp Diamond Giants | 45-64 |       | 82-89 | 58-65 |
| 3    | Dexia Mons-Hainaut     | 8   | 6 | 2 | 4 | 441 | 481 | -40  |  | Pinar Karsiyaka        | 94-74 | 80-86 |       | 94-71 |
| 4    | Antwerp Diamond Giants | 7   | 6 | 1 | 5 | 390 | 437 | -47  |  | Dexia Mons-Hainaut     | 75-84 | 77-73 | 76-87 |       |

### Groupe K
| Rang | Équipe                   | Pts | J | G | P | Pp  | Pc  | Diff |  | Résultats (dom.\ext.)    |       | Drapeau de la Lettonie |        |        |
| ---- | ------------------------ | --- | - | - | - | --- | --- | ---- |  | ------------------------ | ----- | ---------------------- | ------ | ------ |
| 1    | BCM Gravelines Dunkerque | 11  | 6 | 5 | 1 | 463 | 448 | 15   |  | BCM Gravelines Dunkerque |       | 74-70                  | 91-82  | 75-65  |
| 2    | BK Ventspils             | 10  | 6 | 4 | 2 | 503 | 418 | 85   |  | BK Ventspils             | 80-62 |                        | 100-65 | 104-69 |
| 3    | Norrköping Dolphins      | 8   | 6 | 2 | 4 | 453 | 505 | -52  |  | Benfica Lisbonne         | 64-67 | 71-74                  |        | 83-75  |
| 4    | Benfica Lisbonne         | 7   | 6 | 1 | 5 | 439 | 487 | -48  |  | Norrköping Dolphins      | 87-94 | 77-75                  | 80-74  |        |

### Groupe L
| Rang | Équipe             | Pts | J | G | P | Pp  | Pc  | Diff |  | Résultats (dom.\ext.) |       |       |       |       |
| ---- | ------------------ | --- | - | - | - | --- | --- | ---- |  | --------------------- | ----- | ----- | ----- | ----- |
| 1    | Base Oostende      | 11  | 6 | 5 | 1 | 464 | 418 | 46   |  | BK Prostějov          |       | 67-66 | 99-82 | 66-74 |
| 2    | BC Lokomotiv Kuban | 10  | 6 | 4 | 2 | 465 | 425 | 40   |  | BC Lokomotiv Kuban    | 90-76 |       | 87-69 | 70-62 |
| 3    | BK Prostějov       | 8   | 6 | 2 | 4 | 483 | 495 | -12  |  | KK Zadar              | 96-90 | 71-81 |       | 73-85 |
| 4    | KK Zadar           | 7   | 6 | 1 | 5 | 444 | 518 | -74  |  | Base Oostende         | 87-85 | 80-71 | 76-53 |       |

## Phase finale

### Quarts de finale
Au meilleur de trois matchs

Match aller le 22 mars, match retour le 24 mars et match d'appui (si nécessaire) le 30 mars 2011.
| Quart | Équipe 1                  | Cumul | Équipe 2           | match aller | match retour | match d'appui |
| ----- | ------------------------- | ----- | ------------------ | ----------- | ------------ | ------------- |
| #1    | Spartak Saint-Pétersbourg | 2 - 0 | Pinar Karsiyaka    | 78-73       | 89-71        | -             |
| #2    | KK Krka Novo Mesto        | 2 - 1 | Academic Sofia     | 72-78       | 75-61        | 71-69         |
| #3    | BCM Gravelines Dunkerque  | 0 - 2 | BC Lokomotiv Kuban | 91-92       | 68-86        | -             |
| #4    | Base Oostende             | 2 - 1 | BK Ventspils       | 86-74       | 92-97        | 70-63         |

### Final Four
|  | Demi-finales           | Demi-finales       |                    |    | Finale           | Finale           |
|  | Demi-finales           | Demi-finales       |                    |    | Finale           | Finale           |
|  |                        |                    |                    |    |                  |                  |
|  | 29 avril, 18 h 30      | 29 avril, 18 h 30  |                    |    | 1er mai, 20 h 00 | 1er mai, 20 h 00 |
|  | 29 avril, 18 h 30      | 29 avril, 18 h 30  |                    |    | 1er mai, 20 h 00 | 1er mai, 20 h 00 |
|  | Spartak St-Pétersbourg | 64                 |                    |    | 1er mai, 20 h 00 | 1er mai, 20 h 00 |
|  | Spartak St-Pétersbourg | 64                 |                    |    | 1er mai, 20 h 00 | 1er mai, 20 h 00 |
|  | BC Lokomotiv Kuban     | 74                 |                    |    | 1er mai, 20 h 00 | 1er mai, 20 h 00 |
|  | BC Lokomotiv Kuban     | 74                 | BC Lokomotiv Kuban | 77 |                  |                  |
|  | 29 avril, 21 h 00      |                    | BC Lokomotiv Kuban | 77 |                  |                  |
|  |                        | KK Krka Novo Mesto | 83                 |    |                  |                  |
|  | KK Krka Novo Mesto     | KK Krka Novo Mesto | 83                 | 79 |                  |                  |
|  | KK Krka Novo Mesto     |                    |                    | 79 |                  |                  |
|  | Base Oostende          | 65                 |                    |    |                  |                  |
|  | Base Oostende          | 65                 | 3e place           |    |                  |                  |
|  |                        |                    |                    |    |                  |                  |
|  | 1er mai, 17 h 00       |                    |                    |    |                  |                  |
|  |                        |                    |                    |    |                  |                  |
|  | Spartak St-Pétersbourg | 92                 |                    |    |                  |                  |
|  | Spartak St-Pétersbourg | 92                 |                    |    |                  |                  |
|  | Base Oostende          | 94                 |                    |    |                  |                  |
|  | Base Oostende          | 94                 |                    |    |                  |                  |

## Statistiques individuelles
| Catégorie     | Nom               | Équipe                   | Matchs | Statistique | Moyenne |
| ------------- | ----------------- | ------------------------ | ------ | ----------- | ------- |
| Points        | Benjamin Woodside | BCM Gravelines Dunkerque | 13     | 241         | 18,54   |
| Rebonds       | Kyle Landry       | BK Prostějov             | 14     | 134         | 9,57    |
| Passes        | Benjamin Woodside | BCM Gravelines Dunkerque | 13     | 71          | 5,46    |
| Interceptions | Darnell Wilson    | Antwerp Giants           | 14     | 30          | 2,14    |
| Contres       | Salah Mejri       | Antwerp Giants           | 14     | 28          | 2,00    |